# Theodore TY01
La Theodore TY01 è una monoposto di Formula 1, costruita dalla scuderia Theodore Racing per partecipare al Campionato mondiale di Formula Uno del 1981 e del 1982.
Progettata da Tony Southgate, era alimentata da un motore Cosworth DFV V8. La monoposto esordì il 15 marzo 1981 al Gran Premio degli Stati Uniti-Ovest 1981.

## Le stagioni
Per la stagione 1981 come pilota venne scelto Patrick Tambay, già impiegato dalla scuderia nel 1977. A Long Beach il francese concluse la gara al sesto posto, favorito anche da numerosi ritiri, conquistando il primo punto del team come costruttore nonché l'unico della stagione. A partire dal Gran Premio di Francia Tambay, passato in Ligier, è stato sostituito da Marc Surer, proveniente dalla Ensign. Al Gran Premio di Gran Bretagna è stata iscritta una seconda TY01 affidata a Geoff Lees, che però non prese parte all'evento.
La TY01 è stata utilizzata anche per il Gran Premio del Sudafrica 1982, affidata a Derek Daly, in attesa della messa a punto della Theodore TY02. 

## Risultati
| Anno | Team            | Motore            | Gomme | Piloti |   |    |     |    |    |   |    |    |    |    |     |    |    |    |     | Punti | Pos. |
| ---- | --------------- | ----------------- | ----- | ------ | - | -- | --- | -- | -- | - | -- | -- | -- | -- | --- | -- | -- | -- | --- | ----- | ---- |
| 1981 | Theodore Racing | Ford Cosworth DFV | M A   | Tambay | 6 | 10 | Rit | 11 | NQ | 7 | 13 |    |    |    |     |    |    |    |     | 1     | 12º  |
| 1981 | Theodore Racing | Ford Cosworth DFV | M A   | Surer  |   |    |     |    |    |   |    | 12 | 11 | 14 | Rit | 13 | NQ | 13 | Rit | 1     | 12º  |
| 1981 | Theodore Racing | Ford Cosworth DFV | M A   | Lees   |   |    |     |    |    |   |    |    | NA |    |     |    |    |    |     | 1     | 12º  |

| Anno | Team            | Motore            | Gomme | Piloti |    |  |  |  |  |  |  |  |  |  |  |  |  |  |  |  | Punti | Pos. |
| ---- | --------------- | ----------------- | ----- | ------ | -- |  |  |  |  |  |  |  |  |  |  |  |  |  |  |  | ----- | ---- |
| 1982 | Theodore Racing | Ford Cosworth DFV | A     | Daly   | 14 |  |  |  |  |  |  |  |  |  |  |  |  |  |  |  | 0     | 18º  |

| Legenda | 1º posto     | 2º posto | 3º posto    | A punti         | Senza punti/Non class.  | Grassetto – Pole position Corsivo – Giro più veloce |
| Legenda | Squalificato | Ritirato | Non partito | Non qualificato | Solo prove/Terzo pilota | Grassetto – Pole position Corsivo – Giro più veloce |